# Cinquième circonscription d'Ille-et-Vilaine
La cinquième circonscription d'Ille-et-Vilaine est l'une des huit circonscriptions législatives françaises que compte le département d'Ille-et-Vilaine situé en région Bretagne.

## Histoire
De 1958 à 1986, la cinquième circonscription est centrée sur la ville de Fougères, au nord-est de l'Ille-et-Vilaine.
Son premier député est le Général de Bénouville, compagnon de la libération. Également maire de La Richardais, il ne se représente pas en 1962. C'est son adversaire de 1958, le conseiller général centriste Jean Le Lann, qui lui succède. Les deux hommes s'affrontent à nouveau en 1967. Bénouville est en dissidence des gaullistes ayant investi Michel Cointat. C'est ce dernier qui est élu de peu au second tour sur Jean Le Lann.
Après la dissolution de 1968, Cointat est reconduit dès le premier tour face à Le Lann. En 1971, il devient coup sur coup, ministre de l'Agriculture de Jacques Chaban-Delmas puis maire de Fougères. Augustin Beauverger le remplace en tant que suppléant. L'année suivante, Cointat est remplacé rue de Varenne par Jacques Chirac et Beauverger décède, laissant le siège vacant. Le maire de Fougères est réélu député en 1973 puis en 1978, à cette dernière occasion face au socialiste Jacques Faucheux. En 1980, Michel Cointat devient pour quelques mois ministre du Commerce extérieur de Raymond Barre. 1981 marque la victoire nationale de la gauche mais Cointat est réélu député dès le premier tour face au même candidat socialiste, Jacques Faucheux. Ce dernier bat cependant Michel Cointat aux municipales de 1983 à Fougères.
De 1988 à 2012, la circonscription est désormais au sud-est de l'Ille-et-Vilaine, centrée sur Vitré et comprenant l'est de l'agglomération de Rennes.
Pendant toute cette période, le siège est acquis à Pierre Méhaignerie, maire de Vitré et président du conseil général jusqu'en 2001. Il est constamment réélu dès le premier tour. Son principal opposant en 1988 et en 1993 est le socialiste Guy Gerbaud, conseiller municipal à La Guerche-de-Bretagne. Après cette élection de 1993, Méhaignerie devient le ministre de la Justice d'Édouard Balladur. C'est alors sa suppléante, Danielle Dufeu, adjointe au maire de Janzé, qui le remplace. Non reconduit au gouvernement en 1995, Méhaignerie est réélu largement lors d'une élection partielle provoquée par la démission de sa suppléante. De nouveau député, Pierre Méhaignerie prend la tête de la commission des Finances jusqu'en 1997. Lors des trois élections suivantes, 1997, 2002 et 2007, le député sortant est réélu dès le premier tour, d'abord pour l'UDF puis pour l'UMP. Sa principale opposante pour ces trois échéances est la socialiste Clotilde Tascon-Menntrier, conseillère générale de Rennes-Est à partir de 1998. Dès 2002, le député reprendra tour à tour la tête de plusieurs commissions : encore celle des Finances, puis celle des Affaires culturelles en 2007 et enfin celle, nouvellement créée, des Affaires sociales en 2009.
Le redécoupage de 2010 retire à la circonscription les deux cantons de l'agglomération de Rennes : Rennes-Est et Cesson-Sévigné.
La première députée de cette nouvelle circonscription est Isabelle Le Callennec, conseillère générale UMP de Vitré-Est. Elle défait en 2012 la socialiste Anne-Laure Loray, adjointe au maire de Servon-sur-Vilaine.
En 2017, la députée sortante n'obtient toutefois pas de deuxième mandat et est battue par Christine Le Nabour. Celle-ci est adhérente d'En Marche mais également ancienne colistière municipale d'Isabelle Le Callennec en 2008 à Vitré, sous la direction de Pierre Méhaignerie. Le Nabour est réélue confortablement en 2022 et en 2024.

## La circonscription de 1958 à 1986

### Description géographique
Dans le découpage électoral de 1958, la cinquième circonscription d'Ille-et-Vilaine était celle de « Fougères ». Le département comptait alors six circonscriptions.
Elle était composée des cantons suivants :
- Canton d'Antrain
- Canton de Fougères-Nord
- Canton de Fougères-Sud
- Canton de Louvigné-du-Désert
- Canton de Saint-Aubin-du-Cormier
- Canton de Saint-Brice-en-Coglès.

### Historique des députations
| Législature | Début de mandat | Fin de mandat  | Député               | Parti politique | Observations |
| ----------- | --------------- | -------------- | -------------------- | --------------- | --- |
| Ire         | 9 décembre 1958 | 9 octobre 1962 | Pierre de Bénouville | UNR             | Mandat écourté à la suite d'une dissolution parlementaire décidée par Charles de Gaulle. |
| IIe         | 6 décembre 1962 | 2 avril 1967   | Jean Le Lann         | MRP             | |
| IIIe        | 3 avril 1967    | 30 mai 1968    | Michel Cointat       | UDR             | Mandat écourté à la suite d'une dissolution parlementaire décidée par Charles de Gaulle. |
| IVe         | 11 juillet 1968 | 1er avril 1973 | Michel Cointat       | UDR             | Remplacé du 8 février 1971 au 14 septembre 1972 par Augustin Beauverger (UDR) à la suite de sa nomination au gouvernement. Siège vacant à partir du 14 septembre 1972 en raison du décès d'Augustin Beauverger.                   |
| Ve          | 2 avril 1973    | 2 avril 1978   | Michel Cointat       | UDR             | |
| VIe         | 3 avril 1978    | 22 mai 1981    | Michel Cointat       | RPR             | Remplacé à partir du 30 novembre 1980 par Paul Le Ker (RPR) à la suite de sa nomination au gouvernement. Mandat écourté à la suite d'une dissolution parlementaire décidée par François Mitterrand.                               |
| VIIe        | 2 juillet 1981  | 1er avril 1986 | Michel Cointat       | RPR             | |
| VIIIe       | 2 avril 1986    | 14 mai 1988    | Aucun                | Aucun           | Proportionnelle par département, pas de député par circonscription Proportionnelle par département, pas de député par circonscription. Mandat écourté à la suite d'une dissolution parlementaire décidée par François Mitterrand. |

### Historique des élections

#### Élections de 1958
| Candidat              | Candidat                 | Parti          | Premier tour | Premier tour | Second tour | Second tour |  |
| Candidat              | Candidat                 | Parti          | Voix         | %            | Voix        | %           |  |
| --------------------- | ------------------------ | -------------- | ------------ | ------------ | ----------- | ----------- |  |
|                       | Pierre de Bénouville élu | UNR            | 14 332       | 34,81        | 18 393      | 45,02       |  |
|                       | Jean Le Lann sortant     | CNIP           | 10 906       | 26,49        | 17 458      | 42,73       |  |
|                       | Pierre-Henri Teitgen     | MRP            | 8 728        | 21,20        | Retrait     | Retrait     |  |
|                       | Joseph Fournier          | SFIO           | 4 093        | 9,94         | 3 040       | 7,44        |  |
|                       | Jean Macé                | PCF            | 2 464        | 5,98         | 1 965       | 4,81        |  |
|                       | Ernest Bougé             | UFF            | 648          | 1,57         |             |             |  |
|                       |                          |                |              |              |             |             |  |
| Inscrits              | Inscrits                 | Inscrits       | 49 332       | 100,00       | 49 302      | 100,00      |  |
| Abstentions           | Abstentions              | Abstentions    | 7 309        | 14,82        | 7 868       | 15,96       |  |
| Votants               | Votants                  | Votants        | 42 023       | 85,18        | 41 434      | 84,04       |  |
| Blancs et nuls        | Blancs et nuls           | Blancs et nuls | 852          | 2,03         | 578         | 1,39        |  |
| Exprimés              | Exprimés                 | Exprimés       | 41 171       | 97,97        | 40 856      | 98,61       |  |
| Source : Data.gouv.fr |                          |                |              |              |             |             |  |

Le suppléant de Pierre de Bénouville était Gaston du Plessis de Grenédan, exploitant agricole, maire de Luitré.

#### Élections de 1962
| Candidat              | Candidat         | Parti           | Premier tour | Premier tour | Second tour | Second tour |  |
| Candidat              | Candidat         | Parti           | Voix         | %            | Voix        | %           |  |
| --------------------- | ---------------- | --------------- | ------------ | ------------ | ----------- | ----------- |  |
|                       | Jean Le Lann élu | Divers (CNIP)   | 11 932       | 32,75        | 18 143      | 47,33       |  |
|                       | Ernest Garel     | UNR-UDT         | 10 529       | 28,90        | 15 677      | 40,89       |  |
|                       | Joseph Tronchot  | MRP             | 8 699        | 23,88        | Retrait     | Retrait     |  |
|                       | Guy Hamon        | Rad (SFIO, PSU) | 3 065        | 8,41         | 4 515       | 11,78       |  |
|                       | Jean Macé        | PCF             | 2 207        | 6,06         | Retrait     | Retrait     |  |
|                       |                  |                 |              |              |             |             |  |
| Inscrits              | Inscrits         | Inscrits        | 48 989       | 100,00       | 48 975      | 100,00      |  |
| Abstentions           | Abstentions      | Abstentions     | 11 389       | 23,25        | 9 644       | 19,69       |  |
| Votants               | Votants          | Votants         | 37 600       | 76,75        | 39 331      | 80,31       |  |
| Blancs et nuls        | Blancs et nuls   | Blancs et nuls  | 1 168        | 3,11         | 996         | 2,53        |  |
| Exprimés              | Exprimés         | Exprimés        | 36 432       | 96,89        | 38 335      | 97,47       |  |
| Source : Data.gouv.fr |                  |                 |              |              |             |             |  |

Le suppléant de Jean Le Lann était Albert Bourgeois, pharmacien, conseiller municipal de Fougères.

#### Élections de 1967
| Candidat              | Candidat             | Parti          | Premier tour | Premier tour | Second tour | Second tour |  |
| Candidat              | Candidat             | Parti          | Voix         | %            | Voix        | %           |  |
| --------------------- | -------------------- | -------------- | ------------ | ------------ | ----------- | ----------- |  |
|                       | Michel Cointat élu   | UD-Ve          | 13 795       | 33,72        | 18 964      | 50,85       |  |
|                       | Jean Le Lann sortant | CD (PDM)       | 13 473       | 32,94        | 18 330      | 49,15       |  |
|                       | Pierre de Bénouville | diss. UD-Ve    | 6 327        | 15,47        | Retrait     | Retrait     |  |
|                       | Paul Collinot        | SFIO (FGDS)    | 4 436        | 10,84        |             |             |  |
|                       | Jean-Claude Guillerm | PCF            | 2 875        | 7,03         |             |             |  |
|                       |                      |                |              |              |             |             |  |
| Inscrits              | Inscrits             | Inscrits       | 48 397       | 100,00       | 48 397      | 100,00      |  |
| Abstentions           | Abstentions          | Abstentions    | 6 544        | 13,52        | 8 600       | 17,77       |  |
| Votants               | Votants              | Votants        | 41 853       | 86,48        | 39 797      | 82,23       |  |
| Blancs et nuls        | Blancs et nuls       | Blancs et nuls | 947          | 2,26         | 2 503       | 6,29        |  |
| Exprimés              | Exprimés             | Exprimés       | 40 906       | 97,74        | 37 294      | 93,71       |  |
| Source : Data.gouv.fr |                      |                |              |              |             |             |  |

Le suppléant de Michel Cointat était Augustin Beauverger, docteur en médecine.

#### Élections de 1968
|                       | Michel Cointat sortant réélu | UDR (URP)      | 21 304 | 52,89  |  |  |  |
|                       | Jean Le Lann                 | CD (PDM)       | 12 835 | 31,86  |  |  |  |
|                       | René Rolland                 | PSU            | 3 106  | 7,71   |  |  |  |
|                       | Jean-Claude Guillerm         | PCF            | 3 036  | 7,54   |  |  |  |
|                       |                              |                |        |        |  |  |  |
| Inscrits              | Inscrits                     | Inscrits       | 47 997 | 100,00 |  |  |  |
| Abstentions           | Abstentions                  | Abstentions    | 7 062  | 14,71  |  |  |  |
| Votants               | Votants                      | Votants        | 40 935 | 85,29  |  |  |  |
| Blancs et nuls        | Blancs et nuls               | Blancs et nuls | 654    | 1,6    |  |  |  |
| Exprimés              | Exprimés                     | Exprimés       | 40 281 | 98,4   |  |  |  |
| Source : Data.gouv.fr |                              |                |        |        |  |  |  |

Le suppléant de Michel Cointat était Augustin Beauverger. Augustin Beauverger remplaça Michel Cointat, nommé membre du gouvernement, du 8 février 1971 au 14 septembre 1972. Augustin Beauverger est décédé le 14 septembre 1972. Le siège est resté vacant jusqu'aux élections de 1973.

#### Élections de 1973
| Candidat              | Candidat                     | Parti          | Premier tour | Premier tour | Second tour | Second tour |  |
| Candidat              | Candidat                     | Parti          | Voix         | %            | Voix        | %           |  |
| --------------------- | ---------------------------- | -------------- | ------------ | ------------ | ----------- | ----------- |  |
|                       | Michel Cointat sortant réélu | UDR (URP)      | 20 182       | 47,90        | 22 631      | 62,73       |  |
|                       | Yves Corvaisier              | CD (MR)        | 10 302       | 24,45        | 13 445      | 37,27       |  |
|                       | Jean-Claude Guillerm         | PCF            | 4 586        | 10,88        |             |             |  |
|                       | Jean-Yves Meunier            | PS (UGSD)      | 2 582        | 6,13         |             |             |  |
|                       | Henri Vasseur                | SAV            | 1 782        | 4,23         |             |             |  |
|                       | François Bourgeon            | PSU            | 1 178        | 2,79         |             |             |  |
|                       | Martine Payet                | LO             | 824          | 1,95         |             |             |  |
|                       | Jean Audras                  | FN             | 696          | 1,65         |             |             |  |
|                       |                              |                |              |              |             |             |  |
| Inscrits              | Inscrits                     | Inscrits       | 50 023       | 100,00       | 50 022      | 100,00      |  |
| Abstentions           | Abstentions                  | Abstentions    | 6 823        | 13,64        | 10 414      | 20,82       |  |
| Votants               | Votants                      | Votants        | 43 200       | 86,36        | 39 608      | 79,18       |  |
| Blancs et nuls        | Blancs et nuls               | Blancs et nuls | 1 068        | 2,47         | 3 532       | 8,92        |  |
| Exprimés              | Exprimés                     | Exprimés       | 42 132       | 97,53        | 36 076      | 91,08       |  |
| Source : Data.gouv.fr |                              |                |              |              |             |             |  |

Le suppléant de Michel Cointat était Paul Le Ker, commerçant, maire adjoint de Fougères.

#### Élections de 1978
| Candidat       | Candidat                     | Parti                | Premier tour | Premier tour | Second tour | Second tour |  |
| Candidat       | Candidat                     | Parti                | Voix         | %            | Voix        | %           |  |
| -------------- | ---------------------------- | -------------------- | ------------ | ------------ | ----------- | ----------- |  |
|                | Michel Cointat sortant réélu | RPR                  | 22 145       | 47,51        | 29 293      | 63,92       |  |
|                | Jacques Faucheux             | PS                   | 7 544        | 16,18        | 16 536      | 36,08       |  |
|                | Yves Corvaisier              | UDF (CDS)            | 7 149        | 15,34        | Retrait     | Retrait     |  |
|                | Jean-Claude Guillerm         | PCF                  | 4 284        | 9,19         |             |             |  |
|                | Jean Taillandier             | MRG                  | 3 338        | 7,16         |             |             |  |
|                | Louis Feuvrier               | MDD                  | 1 305        | 2,80         |             |             |  |
|                | Jacques Chapoy               | LO                   | 721          | 1,54         |             |             |  |
|                | Gilles Ronne                 | Extrême gauche (OCF) | 123          | 0,26         |             |             |  |
|                |                              |                      |              |              |             |             |  |
| Inscrits       | Inscrits                     | Inscrits             | 55 172       | 100,00       | 55 171      | 100,00      |  |
| Abstentions    | Abstentions                  | Abstentions          | 7 516        | 13,62        | 8 010       | 14,52       |  |
| Votants        | Votants                      | Votants              | 47 656       | 86,38        | 47 161      | 85,48       |  |
| Blancs et nuls | Blancs et nuls               | Blancs et nuls       | 1 047        | 2,2          | 1 332       | 2,82        |  |
| Exprimés       | Exprimés                     | Exprimés             | 46 609       | 97,8         | 45 829      | 97,18       |  |

Le suppléant de Michel Cointat était Paul Le Ker. Paul Le Ker remplaça Michel Cointat, nommé membre du gouvernement, du 3 novembre 1980 au 22 mai 1981.

#### Élections de 1981
|                | Michel Cointat sortant réélu | RPR (UNM)      | 22 444 | 54,72  |  |  |  |
|                | Jacques Faucheux             | PS             | 13 377 | 32,61  |  |  |  |
|                | Louis Feuvrier               | MDD            | 2 934  | 7,15   |  |  |  |
|                | Jean-Claude Guillerm         | PCF            | 1 995  | 4,86   |  |  |  |
|                | Alfred Vannier               | PFN            | 262    | 0,64   |  |  |  |
|                | Bernadette Gicquel           | CCA            | 4      | 0,04   |  |  |  |
|                |                              |                |        |        |  |  |  |
| Inscrits       | Inscrits                     | Inscrits       | 56 110 | 100,00 |  |  |  |
| Abstentions    | Abstentions                  | Abstentions    | 14 311 | 25,51  |  |  |  |
| Votants        | Votants                      | Votants        | 41 799 | 74,49  |  |  |  |
| Blancs et nuls | Blancs et nuls               | Blancs et nuls | 783    | 1,87   |  |  |  |
| Exprimés       | Exprimés                     | Exprimés       | 41 016 | 98,13  |  |  |  |

Le suppléant de Michel Cointat était Paul Le Ker.

## La circonscription de 1986 à 2010

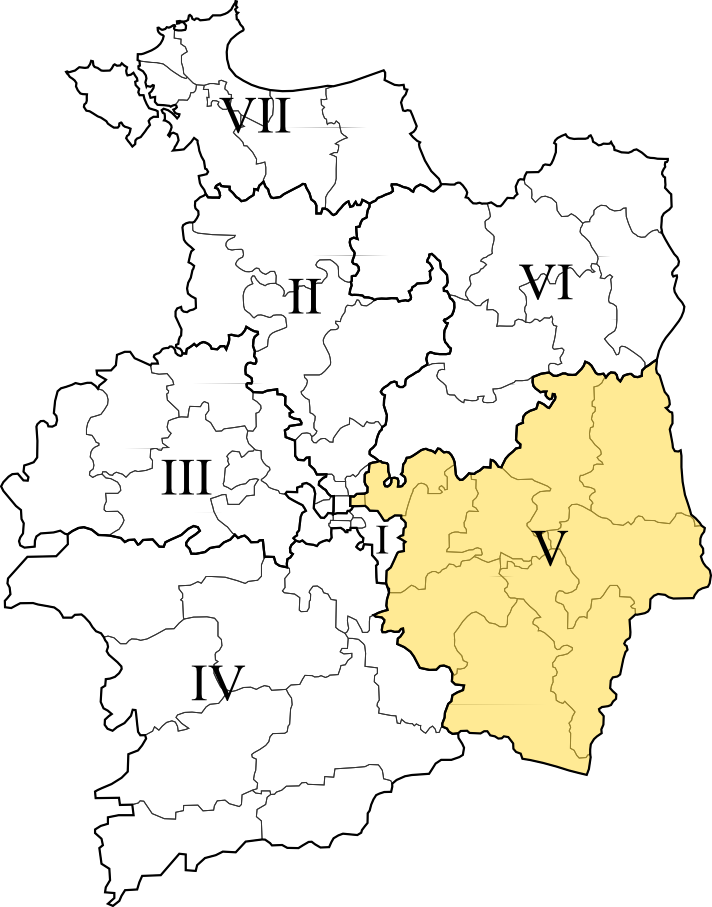
Localisation de la cinquième circonscription d'Ille-et-Vilaine de 1986 à 2010.

### Description géographique et démographique
Dans le découpage électoral de la loi no 86-1197 du 24 novembre 1986
, la circonscription regroupe les cantons suivants : 
- Canton d'Argentré-du-Plessis
- Canton de Cesson-Sévigné
- Canton de Châteaubourg
- Canton de Châteaugiron
- Canton de La Guerche-de-Bretagne
- Canton de Janzé
- Canton de Rennes-Est
- Canton de Retiers
- Canton de Vitré-Est
- Canton de Vitré-Ouest

La cinquième circonscription d'Ille-et-Vilaine, dite de Vitré, comprend principalement la région de Vitré et l'est de Rennes et son agglomération.
D'après le recensement général de la population en 1999, réalisé par l'Institut national de la statistique et des études économiques (INSEE), la population totale de cette circonscription est estimée à 151491 habitants.
- Avant le découpage de 1986, la circonscription de « Vitré » était la troisième circonscription d'Ille-et-Vilaine.

### Historique des députations
| Législature | Début de mandat | Fin de mandat  | Député              | Parti politique | Observations |
| ----------- | --------------- | -------------- | ------------------- | --------------- | --- |
| IXe         | 23 juin 1988    | 1er avril 1993 | Pierre Méhaignerie  | UDF-CDS         | |
| Xe          | 2 avril 1993    | 21 avril 1997  | Pierre Méhaignerie, | UDF-CDS,        | Remplacé du 2 mai 1993 au 18 juin 1995 par Danielle Dufeu (UDF) à la suite de sa nomination au gouvernement. Pierre Méhaignerie retrouve son siège le 19 juin 1995 à la faveur d'une élection partielle Mandat écourté à la suite d'une dissolution parlementaire décidée par Jacques Chirac. |
| XIe         | 12 juin 1997    | 18 juin 2002   | Pierre Méhaignerie, | UDF,            | |
| XIIe        | 19 juin 2002    | 19 juin 2007   | Pierre Méhaignerie, | UMP,            | |
| XIIIe       | 20 juin 2007    | 19 juin 2012   | Pierre Méhaignerie  | UMP             | |

### Historique des élections
Voici la liste des résultats des élections législatives dans la circonscription depuis le découpage électoral de 1986 :

#### Élections de 1986
Résultats dans la circonscription (découpage 1988) de l'élection proportionnelle départementale.
|            | Pierre Méhaignerie | UDF (CDS - PR) | 35 606 | 54,37  |  |  |  |  |
|            | Edmond Hervé       | PS             | 17 314 | 26,44  |  |  |  |  |
|            | Michel Cointat     | RPR            | 6 674  | 10,19  |  |  |  |  |
|            | Jean Clerc         | FN             | 2 240  | 3,42   |  |  |  |  |
|            | Christian Benoist  | PCF            | 1 270  | 1,93   |  |  |  |  |
|            | Raymond Madec      | LO             | 909    | 1,38   |  |  |  |  |
|            | Louis Chopier      | DVG            | 560    | 0,85   |  |  |  |  |
|            | Arlette Tardif     | MRG            | 332    | 0,50   |  |  |  |  |
|            | Gilles Roux        | I86            | 297    | 0,45   |  |  |  |  |
|            | Pierre Priet       | MPPT           | 279    | 0,42   |  |  |  |  |
|            |                    |                |        |        |  |  |  |  |
| Inscrits   | Inscrits           | Inscrits       | 85 164 | 100,00 |  |  |  |  |
| Abstention | Abstention         | Abstention     | 15 294 | 17,96  |  |  |  |  |
| Votants    | Votants            | Votants        | 69 870 | 82,04  |  |  |  |  |
| Exprimés   | Exprimés           | Exprimés       | 65 481 | 76,89  |  |  |  |  |

#### Élections de 1988
|                | Pierre Méhaignerie sortant réélu | UDF (CDS) (URC) | 38 128 | 62,76  |  |  |  |
|                | Guy Gerbaud                      | PS              | 15 543 | 25,58  |  |  |  |
|                | Marcel Lacour                    | Les Verts       | 2 693  | 4,43   |  |  |  |
|                | Raymond Jouan                    | FN              | 2 645  | 4,35   |  |  |  |
|                | Jean Le Duff                     | PCF             | 1 743  | 2,86   |  |  |  |
|                |                                  |                 |        |        |  |  |  |
| Inscrits       | Inscrits                         | Inscrits        | 88 332 | 100,00 |  |  |  |
| Abstentions    | Abstentions                      | Abstentions     | 26 181 | 29,64  |  |  |  |
| Votants        | Votants                          | Votants         | 62 151 | 70,36  |  |  |  |
| Blancs et nuls | Blancs et nuls                   | Blancs et nuls  | 1 399  | 2,25   |  |  |  |
| Exprimés       | Exprimés                         | Exprimés        | 60 752 | 97,75  |  |  |  |

Le suppléant de Pierre Méhaignerie était Bernard Angot, ingénieur, chef d'entreprise.

#### Élections de 1993
|                               | Pierre Méhaignerie sortant réélu | UDF (CDS)      | 41 085 | 62,22  |  |  |  |
|                               | Guy Gerbaud                      | PS (ADFP)      | 7 872  | 11,92  |  |  |  |
|                               | Gaël Lagadec                     | Les Verts (EÉ) | 6 949  | 10,52  |  |  |  |
|                               | Henri Leroy                      | FN             | 4 124  | 6,24   |  |  |  |
|                               | Françoise Hamard                 | LO             | 1 963  | 2,97   |  |  |  |
|                               | Jean Le Duff                     | PCF            | 1 565  | 2,37   |  |  |  |
|                               | Philippe Corbin                  | LT-LNÉ         | 1 273  | 1,92   |  |  |  |
|                               | Marcel Lacour                    | UDI            | 845    | 1,27   |  |  |  |
|                               | Marie Jumelais-Brusq             | PLN            | 352    | 0,53   |  |  |  |
|                               |                                  |                |        |        |  |  |  |
| Inscrits                      | Inscrits                         | Inscrits       | 95 975 | 100,00 |  |  |  |
| Abstentions                   | Abstentions                      | Abstentions    | 26 032 | 27,12  |  |  |  |
| Votants                       | Votants                          | Votants        | 69 943 | 72,88  |  |  |  |
| Blancs et nuls                | Blancs et nuls                   | Blancs et nuls | 3 915  | 5,6    |  |  |  |
| Exprimés                      | Exprimés                         | Exprimés       | 66 028 | 94,4   |  |  |  |
| Source : Data.gouv et CEVIPOF |                                  |                |        |        |  |  |  |

La suppléante de Pierre Méhaignerie était Danielle Dufeu, Première adjointe au maire de Janzé. Danielle Dufeu remplaça Pierre Méhaignerie, nommé membre du gouvernement, du 2 mai 1993 au 19 mai 1995.

#### Élection partielle de 1995
Démission de Danielle Dufeu.
|                | Pierre Méhaignerie sortant réélu | UDF (CDS)      | 36 914 | 71,45  |  |  |  |
|                | Denis Stalder                    | PS             | 8 988  | 17,40  |  |  |  |
|                | Henry Leroy                      | FN             | 2 803  | 5,43   |  |  |  |
|                | Jean Le Duff                     | PCF            | 2 160  | 4,18   |  |  |  |
|                | Marie Jumelais-Brusq             | PLN            | 570    | 1,10   |  |  |  |
|                | Jean-Philippe Chauvin            | Extrême droite | 232    | 0,45   |  |  |  |
|                |                                  |                |        |        |  |  |  |
| Inscrits       | Inscrits                         | Inscrits       | 99 392 | 100,00 |  |  |  |
| Abstentions    | Abstentions                      | Abstentions    | 46 032 | 46,31  |  |  |  |
| Votants        | Votants                          | Votants        | 53 360 | 53,69  |  |  |  |
| Blancs et nuls | Blancs et nuls                   | Blancs et nuls | 1 693  | 3,17   |  |  |  |
| Exprimés       | Exprimés                         | Exprimés       | 51 667 | 96,83  |  |  |  |

La suppléante de Pierre Méhaignerie était Danielle Dufeu.

#### Élections de 1997
|                               | Pierre Méhaignerie sortant réélu | UDF (FD)          | 33 512 | 51,43  |  |  |  |
|                               | Clotilde Tascon-Mennétrier       | PS                | 14 054 | 21,57  |  |  |  |
|                               | Henri Leroy                      | FN                | 4 165  | 6,39   |  |  |  |
|                               | Françoise Hamard                 | LO                | 2 659  | 4,08   |  |  |  |
|                               | Valérie Kérauffret               | PCF               | 2 501  | 3,84   |  |  |  |
|                               | Jean-François Vial               | Les Verts         | 2 285  | 3,51   |  |  |  |
|                               | Charles Préaux                   | MPF (LDI)         | 1 855  | 2,85   |  |  |  |
|                               | Pascal Moureaux                  | GÉ                | 1 446  | 2,22   |  |  |  |
|                               | Daniel Salmon                    | Divers écologiste | 1 187  | 1,82   |  |  |  |
|                               | Patrice Pincé                    | MDC               | 788    | 1,21   |  |  |  |
|                               | Chantal Dubois                   | Divers gauche     | 542    | 0,83   |  |  |  |
|                               | Marie Jumelais-Brusq             | PLN               | 149    | 0,23   |  |  |  |
|                               | Roselyne Rolland                 | Divers            | 12     | 0,02   |  |  |  |
|                               |                                  |                   |        |        |  |  |  |
| Inscrits                      | Inscrits                         | Inscrits          | 99 216 | 100,00 |  |  |  |
| Abstentions                   | Abstentions                      | Abstentions       | 29 910 | 30,15  |  |  |  |
| Votants                       | Votants                          | Votants           | 69 306 | 69,85  |  |  |  |
| Blancs et nuls                | Blancs et nuls                   | Blancs et nuls    | 4 151  | 5,99   |  |  |  |
| Exprimés                      | Exprimés                         | Exprimés          | 65 155 | 94,01  |  |  |  |
| Source : Data.gouv et CEVIPOF |                                  |                   |        |        |  |  |  |

La suppléante de Pierre Méhaignerie était Danielle Dufeu.

#### Élections de 2002
|                | Pierre Méhaignerie sortant réélu | UMP            | 42 415  | 59,52  |  |  |  |
|                | Clotilde Tascon-Mennétrier       | PS             | 15 378  | 21,58  |  |  |  |
|                | Catherine Debroise               | Les Verts      | 3 337   | 4,68   |  |  |  |
|                | Jean-Marie Lebraud               | FN             | 2 900   | 4,07   |  |  |  |
|                | Yves Lecompte                    | Divers gauche  | 1 173   | 1,65   |  |  |  |
|                | Françoise Hamard                 | LO             | 1 075   | 1,51   |  |  |  |
|                | Jean-François Vial               | LCR            | 1 013   | 1,42   |  |  |  |
|                | Maurice de Quénétain             | MPF            | 891     | 1,25   |  |  |  |
|                | René Pelhate                     | CPNT           | 797     | 1,12   |  |  |  |
|                | Carol Le Trionnaire              | PCF            | 767     | 1,08   |  |  |  |
|                | Virginie Le Cam                  | UDB            | 642     | 0,90   |  |  |  |
|                | Mathilde Bozonnet                | MNR            | 453     | 0,64   |  |  |  |
|                | Jean-Claude Hery                 | GÉ             | 415     | 0,58   |  |  |  |
|                |                                  |                |         |        |  |  |  |
| Inscrits       | Inscrits                         | Inscrits       | 108 991 | 100,00 |  |  |  |
| Abstentions    | Abstentions                      | Abstentions    | 36 399  | 33,4   |  |  |  |
| Votants        | Votants                          | Votants        | 72 592  | 66,6   |  |  |  |
| Blancs et nuls | Blancs et nuls                   | Blancs et nuls | 1 336   | 1,84   |  |  |  |
| Exprimés       | Exprimés                         | Exprimés       | 71 256  | 98,16  |  |  |  |

La suppléante de Pierre Méhaignerie était Françoise Gatel, maire de Châteaugiron, présidente de la Communauté de communes du pays de Châteaugiron.

#### Élections de 2007
|                | Pierre Méhaignerie sortant réélu | UMP               | 39 240  | 52,68  |  |  |  |
|                | Clotilde Tascon-Mennetrier       | PS                | 17 150  | 23,03  |  |  |  |
|                | Pierre-Yves Martin               | UDF–MoDem         | 9 801   | 13,16  |  |  |  |
|                | Éliane Leclercq                  | UDB               | 2 662   | 3,57   |  |  |  |
|                | Nadège André                     | FN                | 1 235   | 1,66   |  |  |  |
|                | Françoise Hamard                 | LO                | 807     | 1,08   |  |  |  |
|                | Geneviève Lespagnol              | PCF               | 806     | 1,08   |  |  |  |
|                | Lydie Porée                      | LCR               | 732     | 0,98   |  |  |  |
|                | Aude de la Vergne                | MPF               | 723     | 0,97   |  |  |  |
|                | Yves Le Mestric                  | PB                | 663     | 0,89   |  |  |  |
|                | Laurent Levrot                   | Divers écologiste | 662     | 0,89   |  |  |  |
|                |                                  |                   |         |        |  |  |  |
| Inscrits       | Inscrits                         | Inscrits          | 118 780 | 100,00 |  |  |  |
| Abstentions    | Abstentions                      | Abstentions       | 43 129  | 36,31  |  |  |  |
| Votants        | Votants                          | Votants           | 75 651  | 63,69  |  |  |  |
| Blancs et nuls | Blancs et nuls                   | Blancs et nuls    | 1 170   | 1,55   |  |  |  |
| Exprimés       | Exprimés                         | Exprimés          | 74 481  | 98,45  |  |  |  |

La suppléante de Pierre Méhaignerie était Françoise Gatel.

## La circonscription depuis 2010

Localisation de la circonscription dans le département depuis 2010.

### Description géographique
À la suite du redécoupage des circonscriptions législatives françaises de 2010, induit par l'ordonnance no 2009-935 du 29 juillet 2009, ratifiée par le Parlement français le 21 janvier 2010, la cinquième circonscription d'Ille-et-Vilaine regroupe les divisions administratives suivantes :
- Canton d'Argentré-du-Plessis
- Canton de Châteaubourg
- Canton de Châteaugiron
- Canton de La Guerche-de-Bretagne
- Canton de Janzé
- Canton de Retiers
- Canton de Vitré-Est
- Canton de Vitré-Ouest.

### Historique des députations
| Législature | Début de mandat | Fin de mandat | Député                      | Parti politique | Observations                                                                           |
| ----------- | --------------- | ------------- | --------------------------- | --------------- | -------------------------------------------------------------------------------------- |
| XIVe        | 20 juin 2012    | 20 juin 2017  | Isabelle Le Callennec       | UMP puis LR     |                                                                                        |
| XVe         | 21 juin 2017    | 21 juin 2022  | Christine Cloarec-Le Nabour | LREM            |                                                                                        |
| XVIe        | 22 juin 2022    | 9 juin 2024   | Christine Le Nabour         | RE              | Mandat écourté à la suite d'une dissolution parlementaire décidée par Emmanuel Macron. |
| XVIIe       | 8 juillet 2024  | En cours      | Christine Le Nabour         | RE              |                                                                                        |

### Historique des élections

#### Élections de 2012
| Candidat       | Candidat                   | Parti                    | Premier tour | Premier tour | Second tour | Second tour |  |
| Candidat       | Candidat                   | Parti                    | Voix         | %            | Voix        | %           |  |
| -------------- | -------------------------- | ------------------------ | ------------ | ------------ | ----------- | ----------- |  |
|                | Isabelle Le Callennec élue | UMP                      | 24 640       | 43,33        | 29 995      | 55,79       |  |
|                | Anne-Laure Loray           | PS                       | 19 241       | 33,84        | 23 770      | 44,21       |  |
|                | Nadège André               | FN (RBM)                 | 4 147        | 7,29         |             |             |  |
|                | Gaëlle Rougier             | EÉLV                     | 2 632        | 4,63         |             |             |  |
|                | Jean-Marc Lecerf           | MoDem (CpF)              | 2 511        | 4,42         |             |             |  |
|                | Joëlle Couillandre         | Divers gauche (FG) (PCF) | 1 666        | 2,93         |             |             |  |
|                | Teddy Régnier              | PRV                      | 999          | 1,76         |             |             |  |
|                | Michelle Le Tennier        | DLR                      | 540          | 0,95         |             |             |  |
|                | Françoise Hamard           | LO                       | 490          | 0,86         |             |             |  |
|                |                            |                          |              |              |             |             |  |
| Inscrits       | Inscrits                   | Inscrits                 | 97 503       | 100,00       | 97 503      | 100,00      |  |
| Abstentions    | Abstentions                | Abstentions              | 39 593       | 40,61        | 42 494      | 43,58       |  |
| Votants        | Votants                    | Votants                  | 57 910       | 59,39        | 55 009      | 56,42       |  |
| Blancs et nuls | Blancs et nuls             | Blancs et nuls           | 1 044        | 1,8          | 1 244       | 2,26        |  |
| Exprimés       | Exprimés                   | Exprimés                 | 56 866       | 98,2         | 53 765      | 97,74       |  |

Le suppléant d'Isabelle Le Callennec était Jean-Claude Blouin, maire du Theil-de-Bretagne et conseiller général du canton de Retiers.

#### Élections de 2017
Les élections législatives françaises de 2017 ont eu lieu les dimanches 11 et 18 juin 2017.
|                                                                                 | |                           |                           |                          |                          |
|                                                                                 | | Premier tour 11 juin 2017 | Premier tour 11 juin 2017 | Second tour 18 juin 2017 | Second tour 18 juin 2017 |
|                                                                                 | |                           |                           |                          |                          |
|                                                                                 | | Nombre                    | % des inscrits            | Nombre                   | % des inscrits           |
| Inscrits                                                                        | Inscrits | 103 309                   | 100,00                    | 103 302                  | 100,00                   |
| Abstentions                                                                     | Abstentions | 46 205                    | 44,73                     | 55 575                   | 53,80                    |
| Votants                                                                         | Votants | 57 104                    | 55,27                     | 47 727                   | 46,20                    |
|                                                                                 | |                           | % des votants             |                          | % des votants            |
| Bulletins blancs                                                                | Bulletins blancs | 623                       | 1,09                      | 2 601                    | 5,45                     |
| Bulletins nuls                                                                  | Bulletins nuls | 318                       | 0,56                      | 953                      | 2,00                     |
| Suffrages exprimés                                                              | Suffrages exprimés | 56 163                    | 98,35                     | 44 173                   | 92,55                    |
|                                                                                 | |                           |                           |                          |                          |
| Candidat Étiquette politique (partis et alliances)                              | Candidat Étiquette politique (partis et alliances)                                                                                         | Voix                      | % des exprimés            | Voix                     | % des exprimés           |
|                                                                                 | |                           |                           |                          |                          |
|                                                                                 | Christine Cloarec La République en marche                                                                                                  | 22 797                    | 40,59                     | 23 546                   | 53,30                    |
|                                                                                 | Isabelle Le Callennec (députée sortante) Les Républicains (Union des démocrates et indépendants)                                           | 16 667                    | 29,68                     | 20 627                   | 46,70                    |
|                                                                                 | Mickaël Hugonnet La France insoumise | 5 676                     | 10,11                     |                          |                          |
|                                                                                 | Laurence Prin Front national | 3 637                     | 6,48                      |                          |                          |
|                                                                                 | Stéphane Lenfant Parti socialiste | 3 063                     | 5,45                      |                          |                          |
|                                                                                 | Bernard Martin Europe Écologie Les Verts                                                                                                   | 2 008                     | 3,58                      |                          |                          |
|                                                                                 | Jean-Pierre Charrier Debout la France | 624                       | 1,11                      |                          |                          |
|                                                                                 | Françoise Hamard Lutte ouvrière | 497                       | 0,88                      |                          |                          |
|                                                                                 | Gilles Marzin Écologiste (Mouvement 100 % - Parti breton - Parti fédéraliste européen - En avant Bretagne - Alliance fédéraliste bretonne) | 362                       | 0,64                      |                          |                          |
|                                                                                 | Sabine Comès Régionaliste (Oui la Bretagne)                                                                                                | 320                       | 0,57                      |                          |                          |
|                                                                                 | Marie de Blic Divers droite (Parti chrétien-démocrate)                                                                                     | 310                       | 0,55                      |                          |                          |
|                                                                                 | Alice Mole Divers (Union populaire républicaine)                                                                                           | 202                       | 0,36                      |                          |                          |
| Source : Ministère de l'Intérieur - Cinquième circonscription d'Ille-et-Vilaine | |                           |                           |                          |                          |

Le suppléant de Christine Cloarec était Jean-Marc Lecerf, directeur d'agence dans l'environnement, conseiller municipal de Janzé, ancien conseiller général du canton de Janzé.

#### Élections de 2022
| Résultats des élections législatives des 12 et 19 juin 2022 de la 5e circonscription d'Ille-et-Vilaine |                             |                          |              |              |             |             |
| Candidat                                                                                               | Candidat                    | Parti et coalition       | Premier tour | Premier tour | Second tour | Second tour |
| Candidat                                                                                               | Candidat                    | Parti et coalition       | Voix         | %            | Voix        | %           |
| | Christine Cloarec-Le Nabour | LREM (ENS)               | 18 595       | 34,43        | 29 690      | 58,66       |
| | Gilles Renault              | LFI (NUPES)              | 14 069       | 26,05        | 20 923      | 41,34       |
| | Jonathan Houillot           | LR (UDC)                 | 9 067        | 16,79        |             |             |
| | Françoise Gilois            | RN                       | 7 248        | 13,42        |             |             |
| | Marie de Blic               | REC                      | 1 469        | 2,72         |             |             |
| | Michel Austerlitz           | DVG (FGR)                | 1 262        | 2,34         |             |             |
| | Marion Stubert              | PA                       | 744          | 1,38         |             |             |
| | Denis Beaurain              | LP (UPF)                 | 722          | 1,34         |             |             |
| | Christelle Jarny            | LO                       | 427          | 0,79         |             |             |
| | Pamela Deline               | DIV                      | 411          | 0,76         |             |             |
| Votes valides                                                                                          | Votes valides               | Votes valides            | 54 014       | 97,50        | 50 609      | 93,37       |
| Votes blancs                                                                                           | Votes blancs                | Votes blancs             | 939          | 1,70         | 2 411       | 4,45        |
| Votes nuls                                                                                             | Votes nuls                  | Votes nuls               | 445          | 0,80         | 1 181       | 2,18        |
| Total                                                                                                  | Total                       | Total                    | 55 398       | 100,00       | 54 201      | 100,00      |
| Abstention                                                                                             | Abstention                  | Abstention               | 54 316       | 49,51        | 55 534      | 50,61       |
| Inscrits / participation                                                                               | Inscrits / participation    | Inscrits / participation | 109 714      | 50,49        | 109 735     | 49,39       |

Le suppléant de Christine Cloarec-Le Nabour était Teddy Régnier, cadre, maire de Châteaubourg.

#### Élections de 2024
| Candidat                 | Candidat                 | Parti et coalition       | Nuance                   | Premier tour | Premier tour | Second tour | Second tour |
| Candidat                 | Candidat                 | Parti et coalition       | Nuance                   | Voix         | %            | Voix        | %           |
| ------------------------ | ------------------------ | ------------------------ | ------------------------ | ------------ | ------------ | ----------- | ----------- |
|                          | Christine Le Nabour      | RE (ENS)                 | ENS                      | 33 147       | 42,42        | 50 267      | 67,72       |
|                          | Françoise Gilois         | RN                       | RN                       | 23 298       | 29,82        | 23 957      | 32,28       |
|                          | Gilles Renault           | LFI (NFP)                | UG                       | 20 200       | 25,85        | Retrait     | Retrait     |
|                          | Christelle Jarny         | LO                       | EXG                      | 1 493        | 1,91         |             |             |
|                          |                          |                          |                          |              |              |             |             |
| Votes valides            | Votes valides            | Votes valides            | Votes valides            | 78 138       | 96,57        | 74 224      | 94,32       |
| Votes blancs             | Votes blancs             | Votes blancs             | Votes blancs             | 1 902        | 2,35         | 3 279       | 4,17        |
| Votes nuls               | Votes nuls               | Votes nuls               | Votes nuls               | 870          | 1,08         | 1 189       | 1,51        |
| Total                    | Total                    | Total                    | Total                    | 80 910       | 100          | 78 692      | 100         |
| Abstention               | Abstention               | Abstention               | Abstention               | 30 678       | 27,49        | 32 928      | 29,50       |
| Inscrits / participation | Inscrits / participation | Inscrits / participation | Inscrits / participation | 111 588      | 72,51        | 111 620     | 70,50       |